# Combretum aphanopetalum
Combretum aphanopetalum är en tvåhjärtbladig växtart som beskrevs av Adolf Engler och Diels. Combretum aphanopetalum ingår i släktet Combretum och familjen Combretaceae. Inga underarter finns listade i Catalogue of Life.